# Aumâtre
Aumâtre é uma comuna francesa na região administrativa de Altos da França, no departamento de Somme. Estende-se por uma área de 5,57 km². Em 2010 a comuna tinha 183 habitantes (densidade: 32,9 hab./km²).